# Galaxiengruppen und Galaxienhaufen

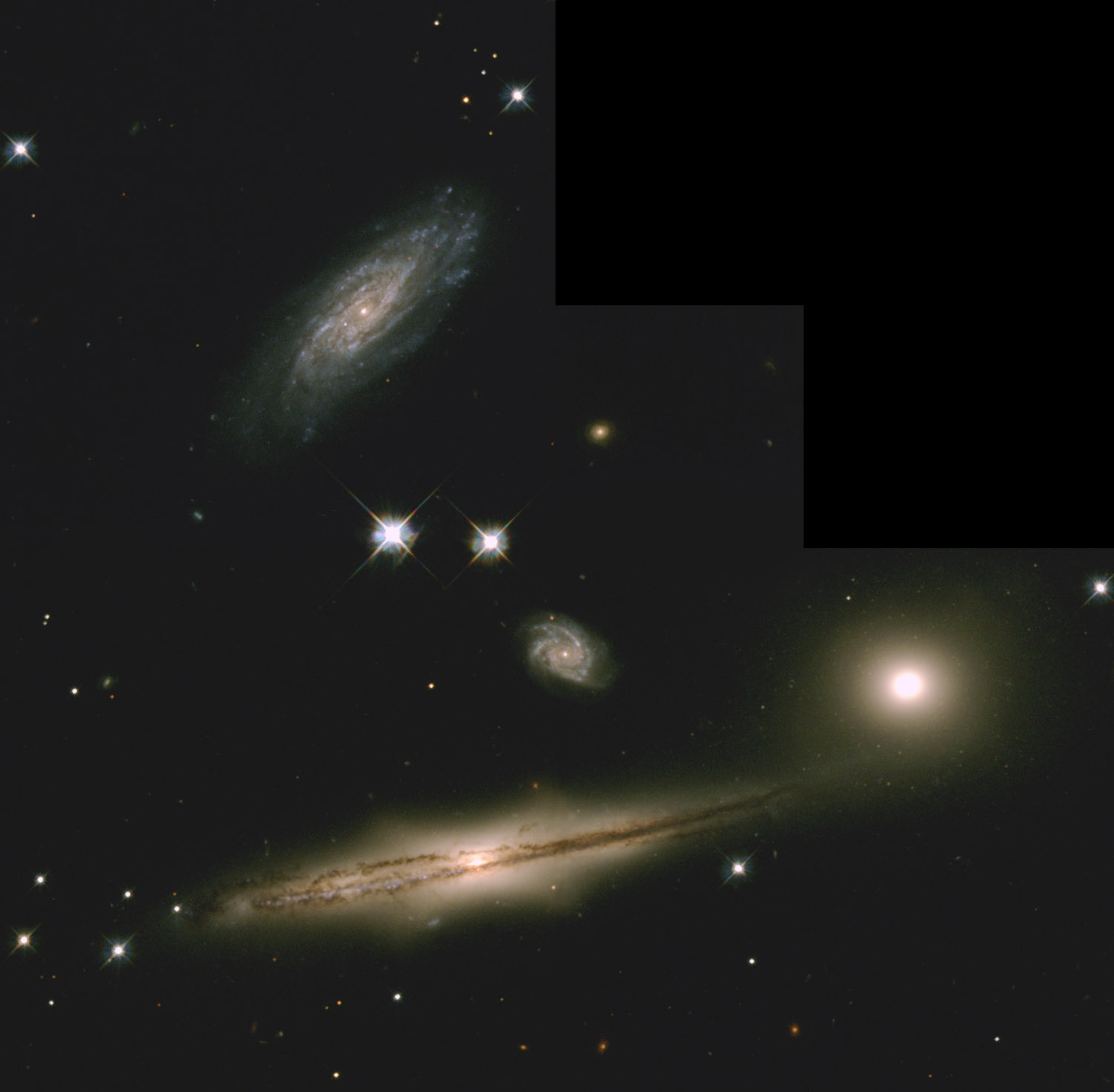
Kompakte Galaxiengruppe HCG 87

Galaxiengruppen und Galaxienhaufen sind Ansammlungen von Galaxien im Universum.
Galaxien sind nicht gleichförmig im Raum verteilt, sondern treten gehäuft in Strukturen auf, die sich seit Beginn der Expansion des Universums unter dem Einfluss der Schwerkraft gebildet haben und von dieser zusammengehalten werden. Galaxiengruppen und Galaxienhaufen bilden noch größere Objekte, die Galaxiensuperhaufen. Galaxien, die nicht offensichtlich Teil einer Gruppe oder eines Haufens sind, heißen Feldgalaxien. Nach heutiger Vorstellung sind alle diese Strukturen Teile einer großräumigen schaumartigen Verteilung von Haufen und verbindenden Filamenten, die sich um Hohlräume (engl. Voids) mit geringer Galaxiendichte gruppieren. Die Entwicklung dieser großräumigen Struktur des Kosmos aus kleinen zufälligen Dichteschwankungen nach dem Urknall und unter dem Einfluss der Schwerkraft ist ein wichtiges Thema der Kosmologie.

## Galaxiengruppen
Kleinere Ansammlungen von Galaxien mit weniger als 50 Mitgliedern in einem Volumen mit einem Durchmesser von bis zu 10 Millionen Lichtjahren (MLj) heißen Gruppen. Ihre Masse ist etwa 1013 Sonnenmassen; die Geschwindigkeiten ihrer Mitglieder variieren um etwa 150 km/s. Die Abgrenzung zu Galaxienhaufen ist nicht scharf definiert.
Auch unser Milchstraßensystem befindet sich in einer Gruppe, der Lokalen Gruppe. Diese umfasst neben der Milchstraße die Spiralgalaxie M 31 im Sternbild der Andromeda, M 33 im Sternbild Dreieck sowie mehrere Begleitgalaxien wie z. B. die Magellanschen Wolken.

## Galaxienhaufen

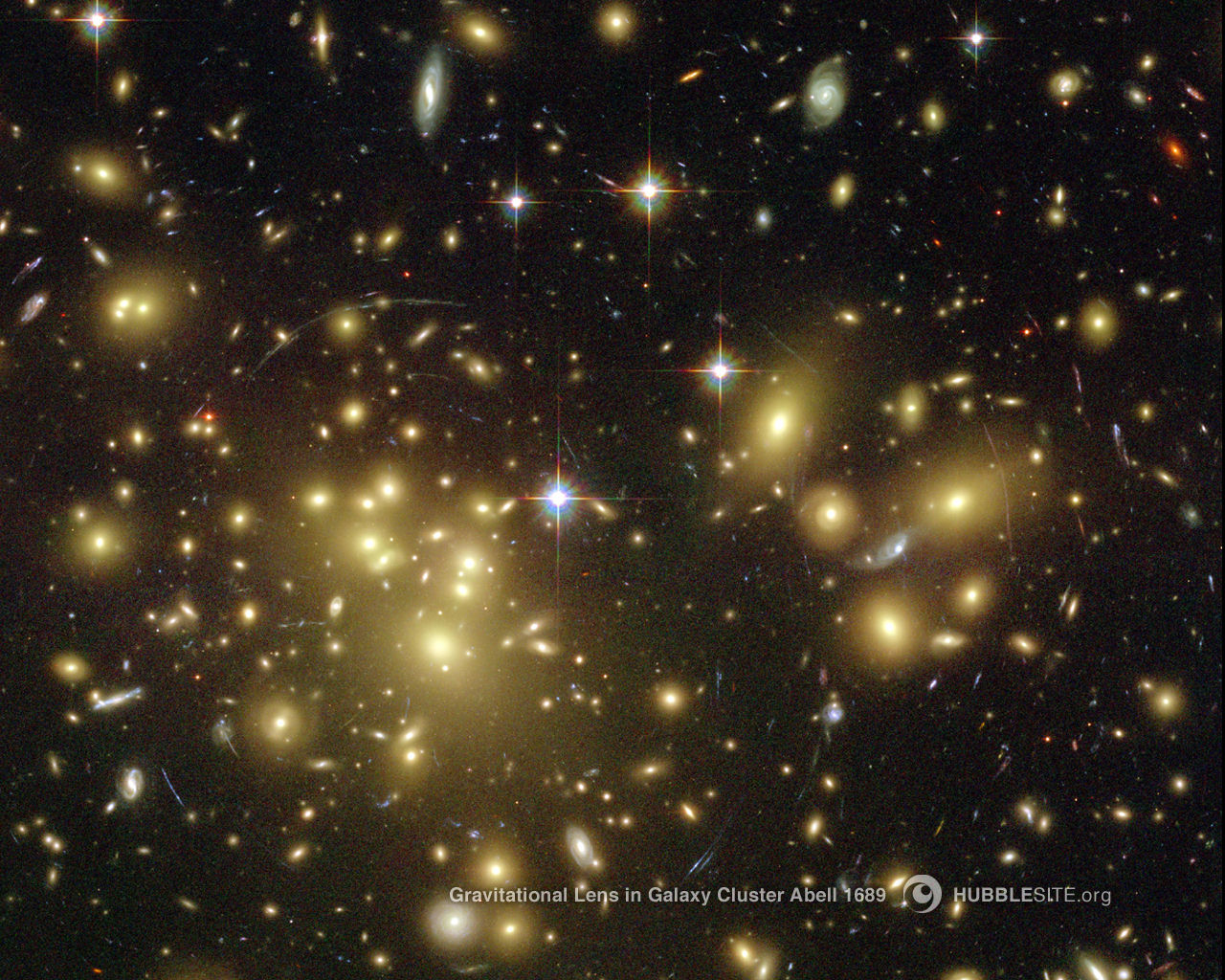
Galaxienhaufen Abell 1689, mit durch Gravitationslinsenwirkung zu Bögen verzerrten Hintergrundgalaxien

Galaxienhaufen haben eine Größe von bis zu einigen tausend Einzelgalaxien, die sich alle mit unterschiedlichen Geschwindigkeiten im gemeinsamen Schwerefeld des Haufens bewegen. Nach dem Stand der Forschung sind sie die größten Strukturen des Universums, die gravitativ gebunden sind. Die Masse liegt bei etwa 1014 bis 1015 Sonnenmassen in einem Gebiet typischerweise 10 bis 20 MLj, mit Geschwindigkeiten, die um etwa 500–1000 km/s streuen (so genannte Pekuliargeschwindigkeiten). Der Hauptteil der Masse der Galaxienhaufen wird von Dunkler Materie ausgemacht (ca. 90 %).
Galaxienhaufen sind von einem dünnen, 10 bis 100 Millionen K heißen Gas durchdrungen, das durch seine Röntgenstrahlung beobachtbar ist. Dieses Gas macht ca. 9 % der Masse eines Galaxienhaufens aus. Der Rest der Masse (1 %) ist in den Sternen und Planeten der Galaxien vorhanden. In der Mitte von Galaxienhaufen befindet sich oft eine riesige Elliptische Galaxie wie M 87 im Zentrum des uns nächsten Galaxienhaufens, des Virgo-Galaxienhaufens im Sternbild Virgo (Jungfrau). Im Sternbild Chemischer Ofen befindet sich im Zentrum des Fornax-Galaxienhaufens, der nur wenig weiter als der Virgo-Haufen entfernt ist, die elliptische Riesengalaxie NGC 1399. Sie besitzt einen ausgedehnten diffusen Halo und ist daher die uns nächste so genannte cD-Galaxie. Ein weiterer naher Haufen, dessen Galaxien noch mit etwas größeren Amateur-Teleskopen sichtbar sind, ist der Coma-Galaxienhaufen im Sternbild Haar der Berenike. Dieser Galaxienhaufen ist ein typisches Beispiel eines großen Galaxienhaufens, dessen Zentrum von zwei elliptischen Riesengalaxien vom cD-Typ dominiert wird. Dieser Haufen ist etwa 300 MLj entfernt.
In den dichten Zentralregionen von Galaxienhaufen findet man meist Elliptische Galaxien, während Galaxien am Rand von Haufen, Galaxien in Gruppen und Feldgalaxien meist Spiralgalaxien sind.